# Hubová
Hubová (před rokem 1948 Gombáš) je obec na Slovensku v okrese Ružomberok v Žilinském kraji, ležící na levé straně řeky Váh. V roce 2013 zde žilo 1 079 obyvatel. První písemná zmínka o obci pochází z roku 1425.
V obci se nachází pozdně barokní kostel Povýšení svatého Kříže z 19. století.

## Poloha a charakteristika
Obec Hubová se nachází na levém břehu Váhu při silnici I/18 z Ružomberka do Kraľovian, v Liptovské kotlině nedaleko města Ružomberku. Na území obce jsou dvě doliny – Hubovská (nebo také Gombášska) dolina a Bystrá dolina. Hubovská dolina je širší a rozlehlejší a zabírá většinu území obce. Naproti tomu Bystrá dolina je delší a užší. Protéká jí Bystrý potok, který zároveň tvoří hranici s ružomberskou městskou částí Černová.

## Historie
První písemná zmínka o obci je z roku 1425 v souvislosti s panstvím hradu Likava. První osadníci byli pastýři ovcí, který zde zakládali první salaše. Vhodné podmínky prostorné Hubovské doliny lidem umožnily pěstovat obilí. V obci stál i mlýn, který se ovšem nezachoval. Ze staršího období se dochovaly dvě dřevěnice, které sloužily jako sýpky na obilí. V Bystré dolině se nachází zřícenina železářské huti.
Dřívější název obce Gombáš pochází z maďarského slova gombak (v překladu houba) a byl změněn v roce 1948. V roce 1951 se od Hubové osamostatnila obec Ľubochňa.